# Емельянова, Юлия Ивановна
Юлия Ивановна Емельянова (21 июля 1987, Херсон) — украинская футболистка, нападающая. Выступала за сборную Украины.

## Биография
Воспитанница херсонского футбола. На взрослом уровне начинала играть в местном клубе «Южанка».
Летом 2009 года перешла в российский клуб «Энергия» (Воронеж) и провела в нём два с половиной сезона, сыграв 38 матчей и забив 6 голов в высшей лиге России. Дебютный матч за российский клуб провела 26 июля 2009 года против клуба «Рязань-ВДВ». Первый гол забила 3 мая 2010 года, также в ворота рязанской команды. В 2009 году стала бронзовым, а в 2010 году — серебряным призёром чемпионата России. Финалистка Кубка России 2010 года. В сезоне 2011/12 «Энергия» снова завоевала бронзу, однако футболистка покинула команду до конца сезона.
Весной 2012 года выступала за московское «Измайлово». Затем вернулась на Украину и играла за клуб первой лиги «Восход» (Старая Маячка). Участвовала в городских любительских соревнованиях среди мужчин. В середине 2010-х годов объявляла о завершении карьеры, однако позже вернулась в состав «Восхода» и вышла с ним в высшую лигу. Бронзовый призёр чемпионата Украины 2019 года.
В течение трёх лет играла за молодёжную сборную Украины. Осенью 2011 года провела два матча за национальную сборную в отборочном турнире чемпионата Европы 2013 года.